# Мохиканци
Мохиканци су алгонквински народ, који је пре контакта са Енглезима насељавао горњи ток реке Хадсон, укључујући ушће њене притоке реке Мохок (где је настао данашњи њујоршки град Олбани) и западну Нову Енглеску око горњег тока реке Хусатоник. После 1680. године, због сукоба са моћним западним суседима Мохоцима током Дабрових ратова, потиснути су на југоисток преко данашње западне границе Масачусетса и планинског венца Таконик у град Стокбриџ и његову околину у округу Беркшир.
Ујединили су се са Ленапима (огранак Мунси) из Стокбриџа, и касније су се заједно одселили на запад, далеко од притиска европских досељеника. Населили су се у област која је касније постала висконсински округ Шоно. Већина источноамеричких Индијанаца је током 1830-их била приморана да се пресели на Индијанску територију, а касније и у друге резервате на западу Америке. Деценијама касније су са Мунсијима формирали федерално признату „заједницу Стокбриџ-Мунси”, која има резерват величине 89 km².
Након нестабилности изазване америчким ратом за независност, већина мохиканских потомака прво се одселила на запад да би се придружила ирокешком племену Онајда на њиховом резервату у централном Њујорку. Онајде су им дале на коришћење око 89 km². После више од две деценије, 1820-их и 1830-их, Онајде и Стокбриџи су се поново одселили под притиском да продају своје земље и преселе се на североисток Висконсина у оквиру савезног програма уклањања Индијанаца. Група Мохиканаца се одселила на ирокешки резерват „Шест нација Гранд Ривера” у канадској покрајини Онтарио.
Крајем двадесетог века, Мохиканци су се придружили другим (у том тренутку) бившим федерално признатим њујоршким племенима, укључујући Онајде и друге Ирокезе, у покретању земљишних спорова против државе Њујорк, због неуставне куповине њихових земаља након Америчког рата за независност (само је савезна влада имала уставна овлашћења да има односе са индијанским народима). Одлазећи гувернер Дејвид Патерсон је 2010. године објавио размену земљишта са „заједницом Стокбриџ-Мунси”, која ће јој омогућити изградњу великог казина на 130 хектара у округу Саливан у Кетскилсу, као поравнање у замену за одустајање од њихове тужбе (везане за веће потраживање) у Округу Медисон. Договор је имао много противника.

## Име
Народ је назван Махиканиу према области коју је насељавао („народ вода које непрекидно теку” или „народ велике плимне реке”). Реч Махикан односи се на велико море или велику водену површину, а река Хадсон их је подсетила на место одакле потичу. Па су реку Хадсон назвали Махиканитак („река где има људи из вода које непрекидно теку”). Стога су их, заједно са осталим староседеоцима који су живели дуж реке Хадсон (попут Мунсија западно од њих и Вапингера), Холанђани и Енглези називали „Речни Индијанци“. Мохиканци су говорили алгонквински језик, попут Мунсија и Вапингера, који су део народа Ленапе.
Холанђани су их називали именима Махиган, Махикандер, Махинганек, Мајкан и Мохикон, а Енглези Мохикан или Махикан. Французи, који су усвојили имена која су користили њихови индијански савезници у Канади, Мохиканце су знали под именом Лупс („Вукови”). Ирокешку конфедерацију називали су „Народом Змија“, како су их називали неки супарници, или „Пет Нација“ (представља њихових 5 првобитних племена). 

## Територија
У време њиховог првог контакта са европским трговцима на обали реке 1590-их, Мохиканци су живели око реке Хадсон. После 1609. године, у време холандског насељавања Нове Низоземске, њихово присуство је забележено и око река Мохок и Хусик и Релиф Јансен Кил, где су се граничили са Вапингерима. Који су насељавали подручје око реке Хадсон јужно од Мохиканаца све до данашњег града Њујорка.
Већина мохиканских насеља налазила се око горњег тока реке Хадсон и дуж потока Киндерхук, Клаверак и Теканик, реке Релиф Јансен Кил, речице Кетскил Крик и слива реке Хусатоник. Мохиканска територија досезала је на североситоку до Вуд Крика, који се налази јужно од језера Шамплејн.

## Култура
Мохиканским селима управљали су наследни сахеми, којима су у управљању помагали савети старешина родова. Имали су матрилинеарни систем сродства, па је имовина и наследство (укључујући наследне положаје) преношено по мајчиној лози. Моравски мисионар Џон Хекевелдер и антрополог Луис Х. Морган сазнали су од мохиканских доушника да је њихово матрилинеарно друштво подељено у три фратрије (Ћурка, Корњача и Вук). Оне су биле подељене на кланове или подкланове, укључујући значајни медвеђи клан. Ово откриће поткрепљено је доказима у виду мохиканских потписа на споразумима и земљишним књигама.
Опште веће сахема редовно се састајало у Шодеку (источно од данашњег Олбанија) како би одлучивало о важним стварима које погађају целу конфедерацију. У својој „Историји Индијанаца реке Хадсон”, Едвард Менинг Ратенбер навео је мохиканске кланове Медведа, Ћурке, Корњаче и Вука. Сваки је имао одређену улогу у животу народа, клан Вука су на пример чинили ратници, који су на северу штитили Мохиканце од Мохока, најисточнијег од пет племена Ирокеза.
Слично селима њихових јужних ленапских суседа, мохиканска села су била раштркана насеља, при чему је сваким насељем вероватно доминирала једна лоза или клан. Села су се обично састојала од малог скупа малих и средњих дугих кућа, а налазила су се дуж плавних равница. У ратним временима градили су утврђења на одбрамбеним местима (попут гребена), која су користили као места за повлачење. Њихова поља кукуруза налазила су се у близини села; жене су такође гајиле тикве, пасуљ, сунцокрет и друге усеве из Источног пољопривредног комплекса. Хортикултура и сакупљање и прерада орашастих плодова, воћа (нпр. боровница, малина) и корења (нпр. кикирики), чинили су већи део њихове исхране. Док су лов на дивљач (нпр. ћурке, јелене, лосове, медведе) и риболов (нпр. јесетра, јегуља) обезбеђивали допунски извор хране.

## Језик
Изумрли мохикански језик припада источноалгонквинској грани алгонквинске породице језика. Један је од алгонквинских N-дијалеката, блиско сродан са N-дијалектима народа из источног Масачусетса као што Вампаноаг и Масачусет. Блиски су му били и L-дијалекти ленапског језика мунсијски и унамски.

## Историја

### Мохиканска конфедерација
Мохиканци су били подељени на 5 племена, а имали су укупно око 40 села.
- Мохикан (племе), живели су у близини данашњег Олбенија (Пемпотоватут-Махиканиу, „огњиште мохиканског народа”), западна граница била им је река Мохок, а на северозападу језера Шамплејн и Џорџ;
- Мечкентовун, живели су дуж западне обале реке Хадсон изнад реке Кетскил Крик;
- Вајатонок или Вавајатонок („народ вртлога” или „народ закривљеног канала”), живели су у данашњим њујоршким окрузима Дачес и Коламбија, на истоку су допирали до реке Хусатоник у данашњем конектикатском округу Личфилд. Главно насеље било им је Винтинок, друга њихова насеља била су: Шекомеко, Векваднек, Памперог, Бантам, Витауг и Скатикук;
- Вестенхак или Хусатоник („са друге стране планина”), име села у близини масачусетског града Грејт Барингтон. Живели су у долини реке Хусатоник у Конектикату и Масачусетсу, као и у близини Грејт Барингтона, кога су звали „Махајве” (низводно место)[7];
- Викаџок („горњи ток реке”), живели су источно од реке Хадсон у близини града Хадсон (Њујорк) у њујоршком округу Коламбија[8];

### Сукоб са Мохоцима
Алгонквински народ Мохиканци и Ирокези (Мохоци) били су традиционални супарници и непријатељи. Ирокешко усмено предање, које је забележено у Језуитским односима, говори о рату између Мохока и савеза Сасквеханока (ирокешки народ) и Алгонквина (негде између 1580. и 1600). Могуће је да је овај рат био одговор на стварање Ирокешке конфедерације.
У септембру 1609. Хенри Хадсон је наишао на мохиканска села непосредно испод данашњег Олбанија, са којима је трговао (европска добра у замену за крзно). Хадсон се вратио у Холандију са товаром вредног крзна које је одмах привукло холандске трговце у то подручје. Први холандски трговци крзном стигли су на реку Хадсон следеће године да тргују са Мохиканцима. Трговина крзном довела је до дестабилизације региона и ширења заразних болести на које староседеоци нису имали природни имунитет.
Холанђани су 1614. године одлучили да успоставе сталну трговачку постају на острву Касл Ајланд, на месту некадашње француске постаје која је већ дуго била напуштена; али прво су морали да договоре примирје којим би окончали сукоб између Мохиканаца и Мохока. Три године 1617. касније поново је избио сукоб између Мохиканаца и Мохока, а тврђаву Насау Холанђани су напустили због тога што ју је бујица тешко оштетила. Након што је поново договорено примирје 1618. године, Холанђани су на вишем терену обновили тврђаву Насау. Крајем те године, тврђаву Насау су уништиле поплаве, па је заувек напуштена. 1624. године капетан Корнелијус Јакобсен Меј пловио је реком Нију Недерлант и искрцао осамнаест валонских породица на равницу насупрот Касл Ајланда, где су започели градњу тврђаве Форт Оранџ.
Мохиканци су позвали Алгонквине (народ) и Монтање да својим крзнима тргују у Форт Оранџу, уместо да тргују са француским трговцима у Квебеку. Видевши да су Мохиканци проширили контролу над трговином крзном, Мохоци су их напали, с почетним успехом. 1625. или 1626. Мохиканци су уништили најисточнији ирокешки „замак”. Мохоци су се затим населили јужно од реке Мохок, ближе Форт Оранџу. У јулу 1626. многи досељеници су се због сукоба преселили у Нови Амстердам. Мохиканци су затим затражили помоћ од Холанђана, а заповедник Данијел Ван Крикебек је кренуо из тврђаве са шест војника. Ван Крикебек, три војника и двадесет и четири Мохиканца убијени су када су упали у мохочку заседу, километар и по од своје тврђаве. Мохоци су се затим повукли са неким деловима тела убијених, које су касније појели због демонстрације надмоћи.
Рат између Мохиканаца и Мохока је наставио да бесни широм подручја од Скенектадија до Киндерхука. До 1629. године Мохоци су заузели територије на западној обали реке Хадсон које су раније држали Мохиканци. Због сукоба је већи део Мохиканаца мигрирао на исток преко реке Хадсон у западни Масачусетс и Конектикат. Мохоци су оближњим алгонквинским народима, који су живели северно и источно од њих, забранили трговину са Холанђанима, чиме су готово стекли монопол у трговини крзном.

### Стокбриџ
Многи Мохиканци су се населили у масачусетском граду Стокбриџу, где су постали познати као „Стокбриџ Индијанци”. Један од њихових поглавица, Етау Оу Коем, заједно је са тројицом поглавица Мохока отишао у државну посету краљици Ани и њеној влади у Енглеској 1710. године. У јавности су били познати као четири мохочка краља.
Индијанци из Стокбриџа дозволили су протестантским мисионарима, укључујући Џонатана Едвардса, да живе међу њима. У 18. веку многи су прешли на хришћанство, али су задржали неке мохиканске обичаје. Након избијања Француског и индијанског рата (део Седмогодишњег рата) борили су се на енглеској страни. Током Америчког рата за независност стали су на страну (англо)америчких колониста.
У осамнаестом веку део мохиканског становништва успоставио је јаке везе са мисионарима Моравске цркве из пенсилванијског града Бетлехема, који су основали мисију у мохиканском селу Шекомеко у округу Дачес. Мисионар Хенри Рауч је ступио у контакт са двојицом мохиканских вођа, Маумаунтисекуном (познатим и као Шибаш) и Васамапом, а они су га затим поставили за новог вероучитеља. Временом је Рауч привукао велики број нових верника, јер су Мохиканци били јако погођени болестима и ратовима, који су довели до поремећаја у њиховом друштву. Почетком 1742. године, Шибаш и још два Мохиканца пратили су Рауча у Бетлехем, где је требало да буде хиротонисан за ђакона. Тројица Мохиканаца крштена су 11. фебруара 1742. године у штали Џона де Турка у близини места Оли у Пенсилванији. Шибаш је био први Мохиканац из Шекомека који је усвојио хришћанску религију. Моравци су саградили капелу за Мохиканаце 1743. Они су бранили Мохиканце од експлоатације европских колониста, покушавајући да их заштите од отимачине њихове земље и злоупотребе алкохолних пића.
Током посете Њујорку 1738. године, Мохиканци су разговарали са гувернером Луисом Морисом у вези продаје њихове земље у близини Шекомека. Гувернер је обећао да ће им земља бити плаћена чим се обави премер земљишта. Предложио је да због сопствене сигурности обележе 1,6 km² земље коју су желели да задрже, што Мохиканци никада нису учинили. Септембра 1743. године, док је на власти био вршилац дужности гувернера Џорџ Кларк, коначно је завршен премер земљишта и подела на парцеле, од којих се један део налазио на резервисаној земљи Индијанаца. Уз одређену помоћ мисионара, Шибаш је 17. октобра 1743. године, када је нови краљевски гувернер Џорџ Клинтон већ преузео власт, саставио петицију на којој су се налазила имена људи, који су могли да потврде, да се део површине једне парцеле налазио на њиховој резервисаној земљи. Упркос Шибашевим апелима, његовој истрајности и помоћи мисионара, Мохиканци су изгубили случај. Парцеле су на крају откупили англоамерички колонисти, а Мохиканци су протерани из Шекомека. Противници рада мисионара оптуживали су их да су тајни католички језуити (који су били забрањени у колонији 1700. године) и да раде са Мохиканцима на страни Француза. Мисионари су позивани у више наврата пред колонијалну владу, али њихове присталице су успевале да их заштите. Међутим, крајем 1740-их, колонијална влада у Покипсију ипак је протерала мисионаре из Њујорка, делом и због њиховог заговарања мохиканских права. Убрзо затим европски колонисти су заузели мохиканску земљу.

#### Амерички рат за независност
Након „Битке код Банкер Хила”, у августу 1775. године, Ирокези су одржали састанак већа у близини Олбанија. После дуге расправе, закључили су да је такав рат приватна ствар између Британаца и колониста (познатих као побуњеници, револуционари, људи из Конгреса, амерички виговци или патриоте) и да не би требало да се у њега укључују. Мохочки поглавица Џозеф Брант бојао се да ће Индијанци изгубити земљу ако колонисти постигну независност. Сер Вилијам Џонсон, његов син Џон Џонсон и зет Гај Џонсон и Брант искористили су сав свој утицај да укључе Ирокезе у рат на британској страни. Мохоци, Онандаге, Кајуге и Сенеке су на крају пришли Британцима, на чијој страни су учествовали у биткама на подручју Њујорка. Онајде и Таскароре стале су на страну колониста. Мохиканци, који као Алгонквини нису били део Ирокешке конфедерације, стали су на страну англоамеричких колониста, и учествовали су у опсади Бостона и биткама код Саратоге и Монмута.
У британској заседи 1778. године у њујоршком насељу Бронкс, на месту где се данас налази „Парк Ван Кортланд”, изгубили су четрдесет ратника своје „милиције Стокбриџа”, што је чинило око половине „Инџијанаца из Стокбриџа” (остаци Мохиканаца и Вапингера). Ова битка, у којој су редови милиције били десетковани, позната је под именом Битка код Кингсбриџа. Милиција Стокбриџа је добила похвалу Џорџа Вашингтона, исплаћено јој је 1.000 долара и распуштена је.

### Сеоба у Њујорк
После америчког рата за независност, новостворена држава Сједињене Америчке Државе присилила је многе домородачке народе да напусте своју земљу и оду на запад. Део Индијанаца из Стокбриџа (данашњи Стокбриџ Мунси) се 1780-их преселио из Масачусетса у централни Њујорк међу Онајде, којима је додељен резерват од 120.000 хектара, због борбе у рату на страни Англоамериканаца, што је мали део њихове некадашње територије од 2.400.000 хектара. Досељени Стокбриџски Индијанци су своје насеље назвали Нови Стокбриџ. Мањи број појединаца и породица, углавном старијих, остали су у Стокбриџу.
Најзначајније личности мохиканског друштва, укључујући главног сахема, Џозефа Кванаконта, и његове саветнике и рођаке, учествовале су у сеоби у Нови Стокбриџ. У новом граду, стокбриџски емигранти су сами уређивали своје друштво и по својој вољи мешали обичаје и нов начин живота. Због изложености утицају хришћанских мисионара, Стокбриџски Индијанци су имали искуства са енглеским начином живота. Нови Стокбриџ су изградили по узору на свој стари град. Задржали су хришћанску веру, свој језик, мохиканску културу и обичаје. Уопштено говорећи, њихов мохикански идентитет који се мењао још увек је био укорењен у старим обичајима.

### Сеоба у Висконсин
Већина Стокбриџских Индијанаца се 1820-их и 1830-их година преселила у округ Шоно у Висконсину, где им је америчка влада, која је спроводила политику уклањања Индијанаца, обећала земљу. У Висконсину су се на нови резерват населили заједно са Ленапима (огранак Мунси), који су такође били говорници једног од алгонквинских језика. Заједно су основали нову заједницу, која је федерално призната под именом „заједница Стокбриџ-Мунси”.
Њихов резерват, површине око 8.900 хектара, познат је као „резерват Стокбриџ-Мунси банде Мохиканских Индијанаца” и налази се у близини града Болера. Крајем двадесетог века, они су на свом резервату изградили „Норт Стар Мохиканско одмаралиште и казино”, који успешно послује и ствара приходе којима се финансира економски развој резервата и социјална заштита.

## Спор око земље
Крајем двадесетог века, Стокбриџ-Мунси су били међу староседеоцима који су покретали спорове око земље против државе Њујорк. Пресудама је утврђено да је држава противуставно стекла земљу од Индијанаца без ратификације Сената. Заједница Стокбриџ-Мунси поднела је тужбу против државе Њујорк за 9.300 хектара у округу Медисон. Одлазећи гувернер Дејвид Патерсон је 2011. године објавио да је договорено поравнање са „племеном”. Добили би готово 0,81 хектар у округу Медисон и одустали од већег потраживања, а у замену би им држава уступила 130 хектара земље у округу Саливан у Кетскилс планинама, где је влада покушавала да подстакне економски развој. Савезна влада се сложила да узме земљу у повереништво, чиме је омогућена изградња казина, а држава ће дозволити игре на срећу, које су све важнији извор прихода за америчке Индијанце. Овом договору противили су се „Онајда Нација” и „Сенека Нација Индијанаца”.

## Представљеност у медијима
Џејмс Фенимор Купер је радњу свог романа Последњи Мохиканац, засновао на мохиканском народу. Његов опис Мохиканаца укључује неке елементе везане за Мохиганце, други алгонквински народ који је био насељен у источном Конектикату. Купер је свој роман сместио у долину реке Хадсон, где су историјски живели Мохиканци, али је за своје ликове користио нека мохеганска имена, попут Ункаса.
Роман је за биоскоп адаптиран више од десетак пута, први пут 1920. Мајкл Ман је режирао адаптацију из 1992. године, у којој је Данијел Деј Луис глумио белог човека кога су усвојили Мохиканци.

## Познати Мохиканци
- Етау Оу Коем, мохикански сахем и један од четворице индијанских краљева, који је (заједно са три мохочке поглавице) отишао у државну посету краљици Ани и њеној влади у Енглеској 1710.
- Хендрик Аупаумут, (1757–1830) сахем, историчар, и капетан из америчког рата за независност
- Стив Конлиф, (1949-2006) политички писац, историчар, јипи активиста
- Брент Мајкл Дејвидс, (рођен 1959) композитор/флаутиста
- Бил Милер, (рођен 1955) музичар
- Електа Квини, (1798–1885) прва учитељица у јавној школи у Висконсину
- Џон Вануокон Квини, (1797–1855) дипломата
- Дон Којис (рођен 16. 8. 1943), специјалиста за зависност, активиста и аутор.[23]